# Bailliage d'Amercœur
 (juillet 2021).
Si vous disposez d'ouvrages ou d'articles de référence ou si vous connaissez des sites web de qualité traitant du thème abordé ici, merci de compléter l'article en donnant les références utiles à sa vérifiabilité et en les liant à la section « Notes et références ».
Le bailliage d’Amercœur, franc-alleu tenu par le prince-évêque de Liège, fut naguère un palatium, à l’époque carolingienne, avant de reformer une grande partie du domaine primitif des pépinides, dit domaine de Jupille. On l’appelait aussi quartier d'Amercœur, car on y accédait par la porte de Liège du même nom.
Il reste pendant plusieurs siècles dans la principauté de Liège.

## Bas Moyen Âge
Au bas Moyen Âge, le domaine des pépinides fut donné par une charte en 1008 par Henri II du Saint-Empire au Chapitre Notre-Dame de la Cathédrale de Verdun, ville libre qui relevait directement de l'empire du Saint-Empire romain germanique dès 1195.
Le Chapitre Notre-Dame de Verdun le vend au chapitre de Saint-Lambert de Liège en 1266.
La cour scabinale du domaine de Jupille déplace son siège près du pont d'Amercœur, premier quartier de Liège quand on vient de Jupille, il prend le nom de bailliage d'Amercœur, parfois appelé bailliage du pont d'Amercœur.
En 1288, le chapitre de Saint-Lambert échange le domaine contre la terre d'Amay appartenant au prince-évêque de Liège Gui de Dampierre, Jean II de Dampierre lui ayant confié sa charge.
Ceci donne une des grandes possessions du prince-évêque de Liège.

## Composition du Bailliage
Le bailliage d'Amercœur était composé de :
- l'avouerie de Fléron (dès 1626) ;
- les seigneuries de Magnée, Beaufraipont, Jupille, Bellaire, Queue-du-Bois, Beyne, Petit Beyne, Heusay, Fléron (village[2]), Fayenbois, Grivegnée, Péville, Bois-de-Breux, Évegnée, Forêt, Basse-Fraipont, Trooz, Andoumont, Romsée, Beaufays, Ninane
- ainsi que des villages de Péville, Robermont, Angleur, Thiernesse, Colonster, Prayon, Lonhienne, Ransy, Wez, Longdoz.

Il est découpé en communes sous le régime français au XIXe siècle.